# Paliwa hipergolowe
Hipergolowe paliwa – dwuskładnikowe ciekłe paliwa rakietowe samoczynnie zapalające się gdy zmieszają się ich składniki. Są kłopotliwe w przechowywaniu i transporcie, ale niezawodne w użytkowaniu – nie są potrzebne układy zapłonowe.
Niektóre częściej używane paliwa hipergolowe:
- hydrazyna + kwas azotowy
- hydrazyna + N2O4
- anilina + kwas azotowy
- dimetylohydrazyna niesymetryczna + N2O4
- monometylohydrazyna + N2O4